# Старт и полёт к Луне «Аполлона-15»
«Аполло́н-15» стартовал с космодрома Космического центра имени Кеннеди во Флориде 26 июля 1971 года в 13:34 UTC. После примерно полутора витков вокруг Земли астронавты Дэвид Скотт (командир экипажа), Альфред Уорден (пилот командного модуля) и Джеймс Ирвин (пилот лунного модуля), включив двигатель третьей ступени, перевели корабль на траекторию полёта к Луне. Дорога туда заняла немногим больше трёх суток (78,5 часа).
Командный модуль корабля «Индевор» (англ. Endeavour — «устремление») был назван в честь парусника, на котором британский исследователь и первооткрыватель Джеймс Кук совершил своё первое кругосветное путешествие в 1768—1771 годах.
Лунный модуль получил позывные «Фа́лкон» (Falcon, с англ. — «сокол»).
В полёте произошёл целый ряд отказов техники: короткое замыкание в одном из контуров системы управления основным двигателем, разбитое стекло высотомера в лунном модуле, протечка из бака с питьевой водой в командном модуле и другие, но они не повлияли на результаты миссии. 
На четвёртый день полёта, 29 июля 1971 года, «Аполлон-15» вышел на орбиту вокруг Луны. 
30 июля Дэвид Скотт и Джеймс Ирвин совершили четвёртую в истории посадку пилотируемого космического корабля на её поверхность на юго-восточной окраине Моря Дождей, у отрогов Апеннин.

## Особенности миссии
«Аполлон-15» стал девятым пилотируемым космическим кораблём в рамках программы Аполлон, на котором американские астронавты совершили седьмой полёт к Луне. Он стал первой из трёх так называемых Джей-миссий (англ. J-mission). Джей-миссии предусматривали больший, чем прежде, акцент на научных исследованиях лунной поверхности и окололунного пространства, увеличивали продолжительность пребывания астронавтов на Луне до трёх суток и впервые позволили использовать транспортное средство, лунный автомобиль («Лунный ровер»). Наиболее значительным новшеством была установка в служебном отсеке корабля модуля научных приборов (англ. Scientific Instruments Module). Его аппаратура и фотокамеры в течение нескольких дней изучали Луну с орбиты. В модуле научных приборов располагался и небольшой искусственный спутник, который был запущен ближе к концу миссии.
Чтобы выполнить возложенные на него задачи, «Аполлон-15» должен был доставить к Луне на 1815 кг полезного груза больше, чем «Аполлон-14». Это количество складывалось из масс «луномобиля» (около 209 кг), дополнительного научного оборудования и расходных материалов (кислорода, воды, питания). Понижение высоты околоземной орбиты ожидания (перед переходом на траекторию полёта к Луне) со 185 км до примерно 170 км позволило увеличить полезную нагрузку. Диапазон азимута при взлёте был изменён с 72—96° до 80—100°. Пришлось также сократить резервы топлива, а на первой ступени (S-IC) ракеты-носителя (РН) Сатурн-5 вдвое (с восьми до четырёх) уменьшить количество тормозных ракетных двигателей (для отвода первой ступени от второй).
Для увеличения сроков пребывания астронавтов на Луне на посадочной ступени лунного модуля были смонтированы второй бак с водой и второй бак с газообразным кислородом, а также дополнительная термоизоляция. Грузовые отсеки посадочной ступени были перепрофилированы. 1-й отсек (справа от лестницы, если смотреть на лунный модуль) предназначен для транспортировки «луномобиля». Раньше в нём располагались зонтичная коротковолновая антенна и лазерный отражатель. Грузоподъёмность 4-го отсека (слева от лестницы), предназначенного для транспортировки научного оборудования, была увеличена с 91 кг (у «Аполлона-14») до 272 кг. На 8,5 см увеличены размеры топливных баков посадочной ступени, что повысило их вместимость на 521 кг. Это продлило время зависания лунного модуля перед посадкой до 157 секунд (у «Аполлона-14» было 140 секунд).

## Старт и выход на орбиту Земли

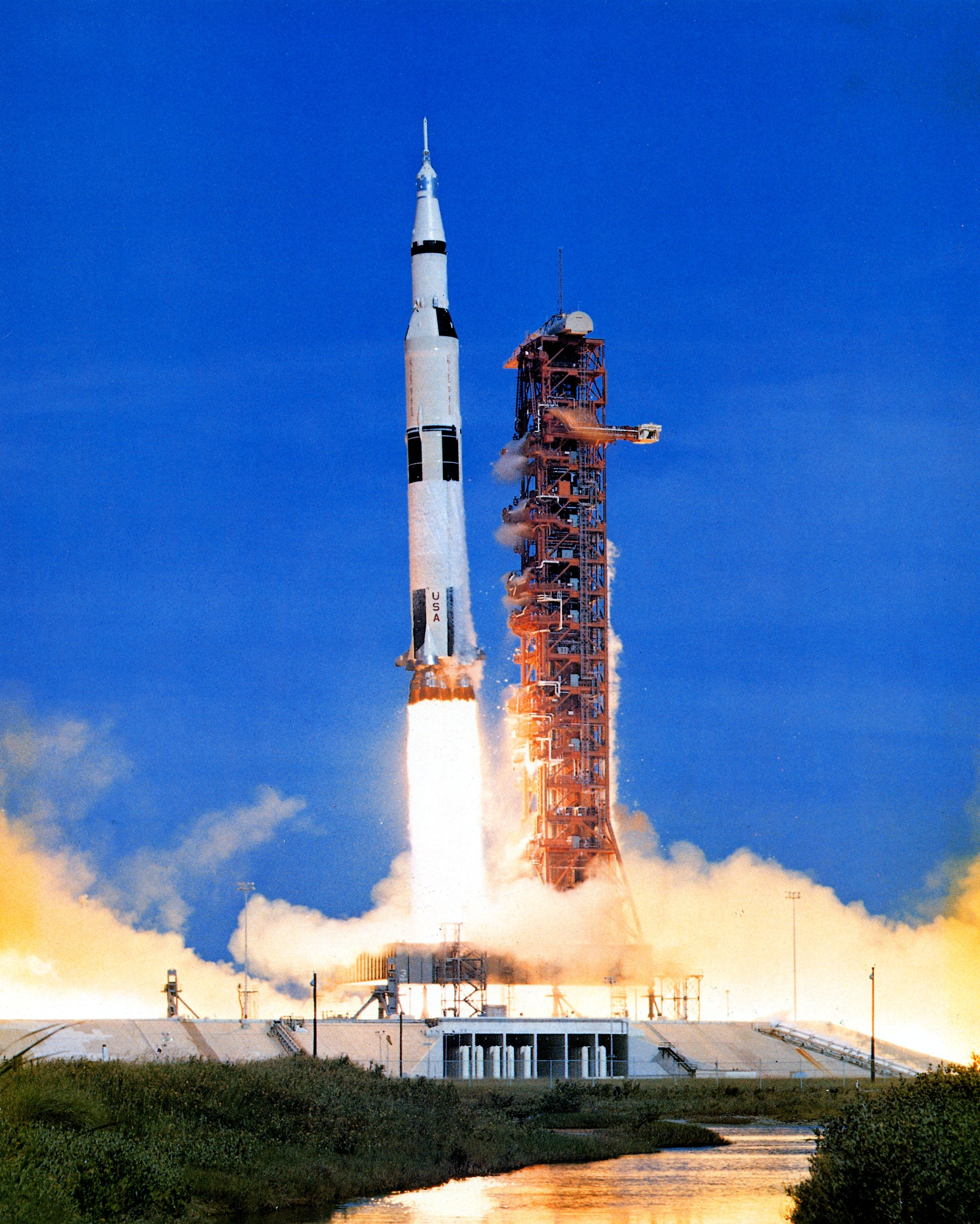
Старт «Аполлона-15»

В течение месяца, предшествовавшего дню намеченного запуска, над Космическим центром имени Кеннеди несколько раз бушевали грозы. Молнии четыре раза попадали в наземные конструкции стартовой площадки 39-А, но они не повредили ни ракету-носитель, ни космический корабль. В день запуска, 26 июля 1971 года, во Флориде стояла солнечная, практически безоблачная погода. В 4 часа 19 минут утра по Североамериканскому восточному времени, за 5 часов 15 минут до старта, Дэвид Скотт, Альфред Уорден и Джеймс Ирвин были разбужены своим боссом, заместителем директора НАСА по подготовке экипажей Дональдом Слейтоном. После медосмотра, подтвердившего отличное состояние здоровья астронавтов, они позавтракали в компании Слейтона и своих коллег из дублирующего экипажа и команды поддержки. Сразу после завтрака Скотт, Уорден и Ирвин облачились в скафандры и поехали на стартовую площадку. За два с половиной часа до запуска они заняли свои места в кабине космического корабля.

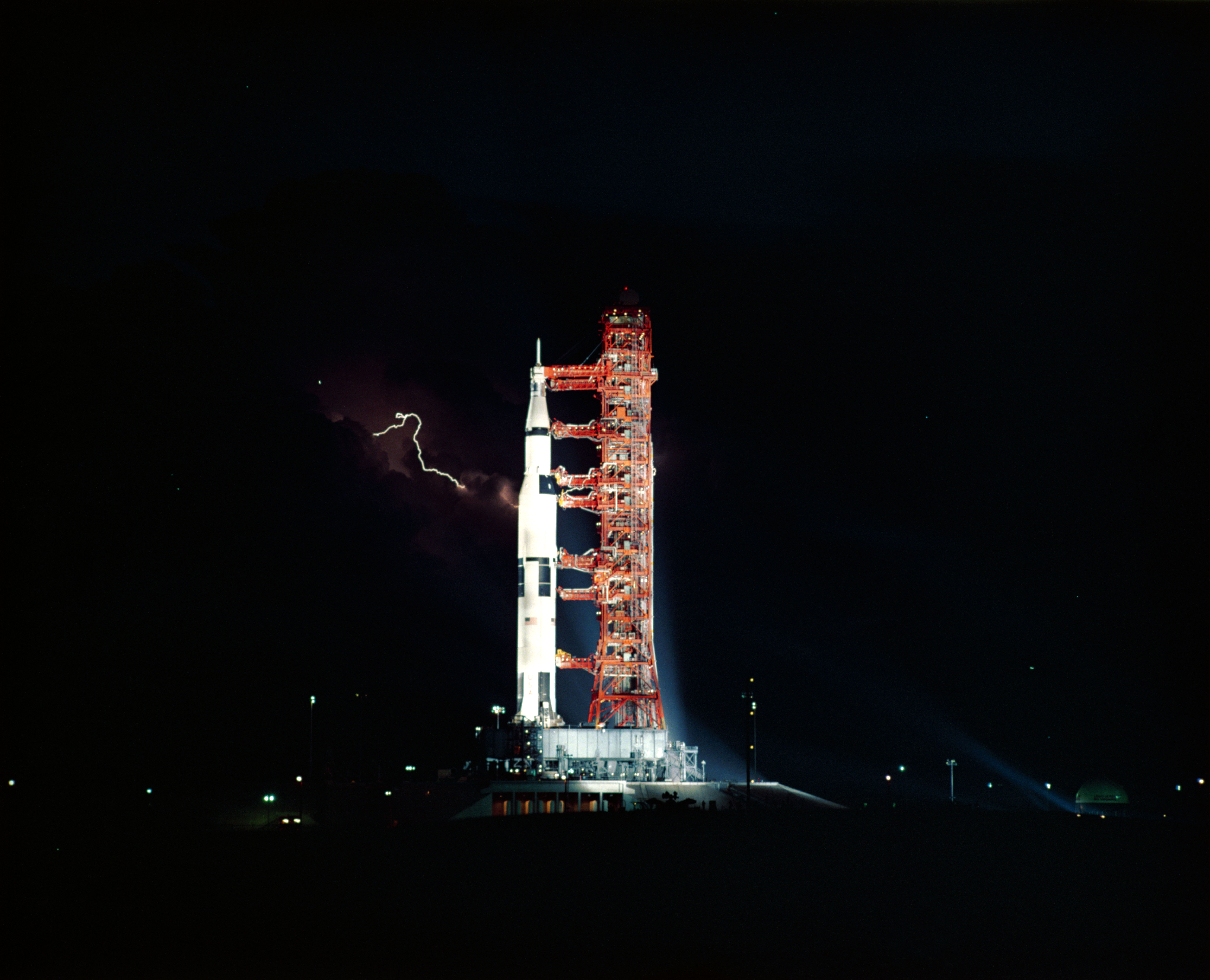
«Аполлон-15» на стартовой площадке в июле 1971 года. Молния ударила в отдалении, не попав в корабль

Старт «Аполлона-15» состоялся в 13:34 UTC 26 июля 1971 года, всего на 0,187 секунды позже графика. Через 1,35 секунды после старта корабль совершил манёвр отклонения от вертикали на 1,25° в сторону, противоположную от башни обслуживания, для того, чтобы случайный порыв ветра не привёл к соприкосновению ракеты-носителя с башней. Через 9 секунд после старта, когда башня обслуживания осталась внизу, ракета вернулась в вертикальное положение. Через 13 секунд корабль начал манёвр по крену (поворот вокруг продольной оси), а после его окончания, через 27 секунд после старта, начал отрабатываться манёвр по тангажу для того, чтобы начать формировать траекторию выхода на орбиту искусственного спутника Земли, лежащую в плоскости с азимутом 88,088°. Через 2 минуты 41 секунду после старта, на высоте примерно 70 км над Землёй произошло разделение первой (S-IC) и второй (S-II) ступеней РН. Процесс разделения первой и второй ступеней носителя «Аполлона-15» происходил не так, как у других «Аполлонов». На сбрасываемом переходном отсеке между первой и второй ступенями РН AS-510 не было ни одного ракетного двигателя твёрдого топлива (РДТТ) для усадки топлива в баках второй ступени (с «Аполлона-8» по «Аполлон-14» включительно их было четыре). Кроме того, вместо 8 тормозных РДТТ, как на прежних РН Сатурн-5, на первой ступени РН было только 4 тормозных РДТТ. Все эти двигатели были убраны для уменьшения массы РН и увеличения полезной нагрузки. В результате, разделение ступеней прошло не совсем так, как рассчитывали конструкторы. После отключения по команде ЖРД F-1 первой ступени их тяга очень быстро уменьшилась до 2 %, но в результате «импульса последействия» она упала до 0 только через 4 секунды после этого. При этом ускорение, приданное пустой и лёгкой первой ступени, оказалось больше расчётного. Расстояние между ступенями при запуске двигателей второй ступени было меньше ожидавшегося, и струи раскалённых газов сожгли телеметрическую аппаратуру, установленную в верхней части первой ступени. По результатам послеполётного анализа, в целях минимизации рисков, в оставшихся полётах решено было вернуться к прежней конфигурации тормозных ракетных двигателей — восемь, а не четыре.
В начале 6-й минуты полёта, на высоте 163 км, корабль летел уже практически горизонтально, набирая необходимую орбитальную скорость 7,8 км/с. Примерно через 6 с половиной минут после старта «Аполлон-15» достиг высоты 174,9 км, его скорость возросла до 4,57 км/с. Он уже находился выше расчётной орбиты, так что в течение нескольких последующих минут ему предстояло лететь «носом вниз». После 9 минут 9 секунд полёта были отключены двигатели второй ступени, через 1 секунду после этого третья ступень (S-IVB) отделилась от второй, и ещё через 0,1 секунды сработало зажигание единственного двигателя (J-2) третьей ступени. Через 11 минут 34 секунды после старта по команде бортового компьютера был выключен двигатель третьей ступени, «Аполлон-15» вышел на расчётную орбиту ожидания (с апогеем 171,3 км и перигеем 169,5 км) для последующего перехода на траекторию полёта к Луне. Двигатель отработал на 3,8 секунды меньше расчётного времени, поскольку скорость, развитая всеми тремя ступенями, оказалась немного больше ожидавшейся. Экипаж впервые в ходе миссии оказался в состоянии невесомости, после того как во время взлёта перегрузки достигали 4 G. Когда «Аполлон-15» вышел на околоземную орбиту, его нос оказался на 18° наклонён вниз, к Земле. В предыдущих полётах, на более высоких орбитах ожидания, этот наклон был меньше, в пределах от 6° до 10°. Двигатели системы ориентации третьей ступени выровняли корабль, переведя его в горизонтальное положение относительно земной поверхности. Манёвр поворота был совершён на скорости 0,3° в секунду. В результате него в баке с жидким кислородом, который был ещё заполнен почти на 3/4, образовалась волна, и 220 кг жидкого кислорода были потеряны через клапан, специально открытый перед манёвром. Для минимизации этих потерь в ходе последующих миссий этот поворот делался медленнее, со скоростью 0,14° в секунду.
Астронавты занялись проверкой всех систем корабля перед включением двигателя третьей ступени и переходом на траекторию полёта к Луне. Уже на первом витке они начали выполнять научную программу «Аполлона-15», сделав несколько снимков Земли на камеру с объективом, прозрачным для ультрафиолетовых лучей, через один из иллюминаторов «Индевора», выполненный из кварца. При этом у них было и время полюбоваться видами Земли с орбиты. Адаптация к невесомости у всех троих проходила нормально. Скотт, как ветеран двух космических полётов, советовал коллегам поначалу поменьше двигаться. И Скотт, и Уорден, и Ирвин отмечали во время послеполётного опроса, что у них было чувство некоторой тяжести в голове, но никаких неприятных или болезненных ощущений не было. Скотт относил это на счёт очень интенсивных тренировок на самолётах Т-38, когда астронавты выполняли пилотажные программы, насыщенные сложными фигурами высшего пилотажа. Правда, Ирвин ещё признавал, что у него были лёгкие головокружения, которые продолжались первые три дня.

## Старт к Луне и первый день полёта
Через 2 часа 50 минут и 1 секунду после старта с Земли, на втором витке, в районе Гавайских островов двигатель третьей ступени «Аполлона-15» был снова включён. Он проработал 5 минут 51 секунду и разогнал корабль до скорости 10,827 км/с. «Аполлон-15» перешёл на траекторию полёта к Луне. Примерно через 26 минут после этого астронавты начали манёвр перестроения отсеков и стыковки командно-служебного модуля с лунным модулем, который находился в верхней части третьей ступени. Перед началом манёвра «Аполлон-15» находился уже в 6767 км от Земли, а его скорость под действием земной гравитации упала до 7,674 км/с. Альфред Уорден, пилот командного модуля, пересев в левое, командирское кресло, в ручном режиме с помощью двигателей системы ориентации отвёл «Индевор» от третьей ступени и совершил переворот корабля на 180° со скоростью 2° в секунду. Для сближения он на 4 секунды включил двигатели ориентации.
В момент стыковки скорость сближения «Индевора» и «Фалкона» составляла 0,03 м/сек. После первого касания захвата не произошло, и тогда Уорден ещё на 1—2 секунды включил двигатели системы ориентации. Командно-служебный и лунный модули состыковались. Джеймс Ирвин снимал процесс сближения и стыковки на цветную телекамеру, изображение напрямую транслировалось на Землю. После стыковки и стягивания был произведён наддув переходного тоннеля и кабины «Фалкона» кислородом из кабины командного модуля. Для этого был открыт клапан выравнивания давления, расположенный в центре переднего люка «Индевора» (такой же клапан в верхнем люке лунного модуля был специально оставлен открытым ещё при сборке на Земле). Когда давление выровнялось, Уорден открыл люк «Индевора» и проверил 12 автоматических стыковочных замков. Один из них не защёлкнулся, его пришлось закрыть вручную. Уорден также соединил два кабеля внутри тоннеля, объединив электросистемы командно-служебного и лунного модулей, и закрыл люк. После срабатывания четырёх пироболтов, с помощью которых лунный модуль крепился к третьей ступени, пружины оттолкнули от неё два состыкованных корабля со скоростью 0,25 м/с. Включение двигателей системы ориентации служебного модуля добавило к этой скорости ещё 0,12 м/с. Перестроение, стыковка и отход от третьей ступени продолжались чуть менее часа.
Когда «Индевор» и «Фалкон» отошли на расстояние примерно 150 м, третья ступень, по команде с Земли, была немного повёрнута и был включён её двигатель, чтобы увести её ещё дальше. Через три дня, примерно через час после того, как «Аполлон-15» выйдет на окололунную орбиту, она на огромной скорости врежется в поверхность Луны. Ещё во время наддува кабины лунного модуля Скотт заметил и доложил на Землю, что на панели управления горит индикатор, показывающий, что открыты топливные клапаны маршевого двигателя служебного модуля и что, соответственно, двигатель работает, хотя было очевидно, что он никак не мог работать — все переключатели были выключены. Можно было предположить, что причина этого кроется в коротком замыкании, но было совершенно неясно, где оно произошло, и как с этой проблемой справляться. Десятки инженеров на Земле начали мозговой штурм, чтобы найти выход из положения. Почти через шесть часов после доклада Скотта о зажёгшемся индикаторе в Центре управления космическими полётами в Хьюстоне выработали процедуру локализации неисправности. Астронавтов попросили последовательно попереключать переключатели, открывающие и закрывающие топливные клапаны основного двигателя командно-служебного модуля, подержать их в среднем положении, когда никакого контакта быть не должно, и даже постучать пальцами по панели. Эти действия выявили короткое замыкание в переключателе, управляющем приводами открытия и закрытия топливных клапанов контура «А» основного двигателя. С контуром «В» всё было нормально (все системы в кораблях серии «Аполлон» в целях безопасности были дублированы, топливные клапаны в контурах «А» и «В» были независимы друг от друга). Решено было отказаться от первой из четырёх запланированных на время полёта к Луне коррекций траектории. Первая коррекция должна была проводиться с помощью двигателей системы ориентации. Отказ от неё давал возможность на следующий день впервые опробовать маршевый двигатель. Оставалось только выработать особую процедуру его включения, при которой обнаруженное короткое замыкание не могло бы приводить к преждевременному включению или выключению двигателя. В конце первого дня полёта астронавты перевели корабль в медленное вращение вокруг продольной оси (так называемый режим пассивного термического контроля — англ. Passive Thermal Control, или в обиходе — «режим барбекю») со скоростью 0,375° в секунду для того, чтобы солнечное тепло равномерно распределялось по поверхности. При таком вращении «Аполлон-15» совершал полный оборот вокруг своей оси примерно за 16 минут. Почти через 15 часов после старта астронавты стали укладываться спать. В этот момент они пролетели уже более 125 000 км, скорость корабля упала до 2,131 км/с.

## Второй день полёта

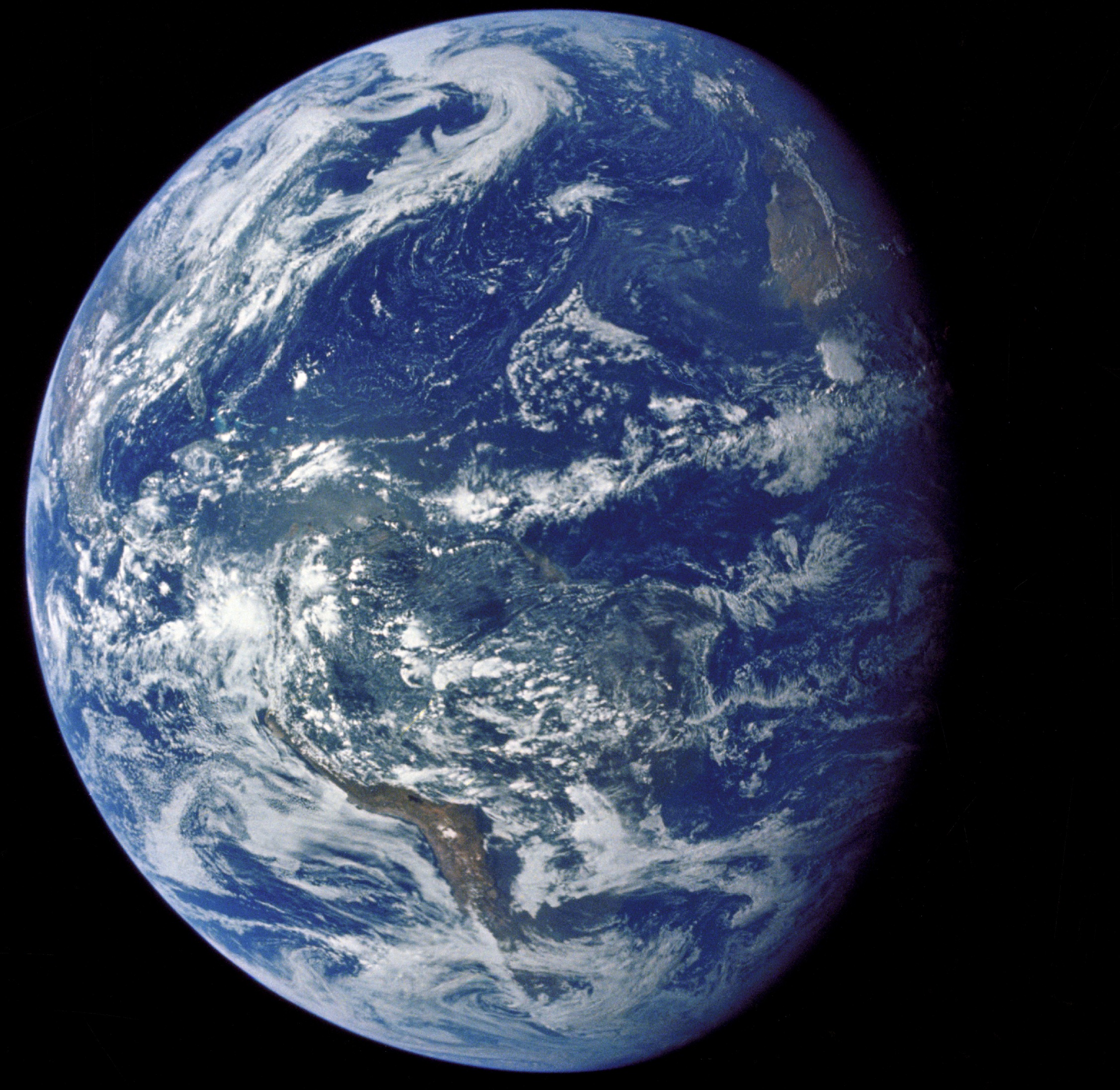
Снимок Земли, сделанный экипажем «Аполлона-15» 26 июля 1971 во время полёта к Луне с расстояния примерно 55 000 км от Земли. В центре и далее к левому краю диска видна Южная Америка. Вверху — Центральная Америка. От неё чуть ниже и правее — Мексиканский залив и полуостров Флорида. Вверху справа — Северная Америка. Справа — гигантский шторм в Северной Атлантике. Внизу справа видны побережья Западной Европы и северо-западной части Африки

В первую ночь в космосе Хьюстон дал астронавтам отдохнуть более 10 часов и утром их будить не спешил, они сами вышли на связь. Астронавты записали целый ряд обновлений полётного плана и прослушали краткую сводку новостей. Затем им объяснили последовательность действий до и во время предстоящего включения маршевого двигателя. Окончательной выработкой рекомендаций на действующей тренировочной модели командно-служебного модуля в Хьюстоне занималась группа инженеров и астронавтов во главе с командиром дублирующего экипажа Ричардом Гордоном. В 28 часов 40 минут и 22,5 секунды полётного времени маршевый двигатель был включён в ручном режиме на 0,7 секунды, что увеличило скорость корабля на 1,62 м/с. Это позволило отказаться от ранее запланированных второй и третьей коррекций траектории. Включение маршевого двигателя командно-служебного модуля стало и его первым испытанием, которое показало, что короткое замыкание в переключателе может привести к зажиганию в двигателе, только если контур «А» находится под напряжением. Из этого был сделан вывод, что для коротких включений двигателя можно использовать только контур «В», а для более продолжительных — оба контура, но контур «А» при этом следовало подключать в ручном режиме через несколько секунд после зажигания и точно так же отключать его вручную за несколько секунд до автоматического выключения двигателя. После полёта в злополучном переключателе был обнаружен маленький кусочек проволоки длиной 1,4 мм, который и вызвал короткое замыкание.
На этот же день была запланирована инспекция лунного модуля, в предыдущих экспедициях астронавты впервые осматривали и тестировали системы лунного корабля на сутки позже. Скотт, Уорден и Ирвин сначала стравили кислород из кабины «Фалкона», удаляя таким образом возможные загрязнения, и наполнили её свежим кислородом из командного модуля. За несколько минут до перехода Скотта и Ирвина в лунный модуль в одном из контуров системы энергоснабжения командного модуля произошёл сбой, загорелся предупреждающий индикатор на главной панели управления. Одновременно возник непродолжительный сбой на линии связи. Как выяснилось вскоре, оба события не были связаны друг с другом и просто случайно совпали по времени. На станции дальней космической связи в Голдстоуне, в Калифорнии вышел из строя один из усилителей. А в «Индеворе» погасли таймер полётного времени в нижнем отсеке оборудования, индикаторы выполняемых программ на дисплее компьютера тоже в нижнем отсеке оборудования и подсветка некоторых индикаторов на главной панели управления. Всё это не было критично и не представляло опасности, но до конца миссии доставляло астронавтам некоторые неудобства. Как выяснилось после полёта, причиной стало короткое замыкание в конденсаторе таймера полётного времени.
Первым в лунный модуль перешёл Джеймс Ирвин, за ним Дэвид Скотт, туда же немного просунулся и Альфред Уорден, который держал в руках телекамеру и вёл телетрансляцию. Астронавты сразу обнаружили, что на приборе, измеряющем высоту и скорость снижения во время посадки и расстояние и скорость сближения перед стыковкой, разбито внешнее стекло. Наблюдатели на Земле тоже видели на экранах телемониторов, что по кабине корабля летают какие-то частицы, отражающие солнечный свет. Несколько осколков, по словам Скотта, были крупными, размером около 2—2,5 см, но большинство не превышали 1 мм в поперечнике. Они могли попасть в глаза и в дыхательные пути. Астронавты включили систему кондиционирования воздуха. Большую часть осколков притянуло к фильтру вытяжки, где Скотт и Ирвин собрали их клейкой лентой. Позже они тщательно пропылесосили кабину. Астронавты проверили все переключатели на панели управления «Фалкона», убедившись, что они находятся в тех положениях, в которых их установили до старта. Были протестированы системы электроснабжения, обеспечения жизнедеятельности и связи. Телетрансляция продолжалась 49 минут. Скотт и Ирвин проработали в лунном модуле около 2 часов 40 минут. Когда Хьюстон пожелал астронавтам спокойной ночи, было почти ровно 40 часов полётного времени. «Аполлон-15» находился уже в 263 000 км от Земли, его скорость уменьшилась до 1,224 км/с.

## Третий день полёта
Астронавты отдыхали 9 часов, утром третьего дня полёта Хьюстон разбудил их на час позже, потому что накануне они на столько же позже легли. Вскоре после завтрака Скотт, Уорден и Ирвин провели эксперимент по наблюдению визуальных вспышек (фосфенов). Большинство членов предыдущих экипажей, хотя и не все поголовно, докладывали о ярких вспышках, которые они наблюдали, когда закрывали глаза. Астронавты «Аполлона-15», лёжа в своих креслах и повернув головы в одном направлении, надели на глаза светонепроницаемые повязки. Иллюминаторы были закрыты шторками, освещение в кабине потушено. Эксперимент продолжался почти час. Причём, первые 9 минут никто не видел ни одной вспышки. Хьюстон даже засомневался, не задремали ли астронавты, и окликнул их. Когда вспышки начались, Скотт, Уорден и Ирвин регистрировали каждую вслух, сообщая цвет, продолжительность и место её появления. Всё это записывалось на магнитофон. Скотт зафиксировал 23 вспышки, Уорден — 25, Ирвин — 12. Одни регистрировались всеми астронавтами одновременно. Другие наблюдались ими по отдельности. Большинство вспышек представлялись, как светящиеся точки, и лишь некоторые — в виде световых полос. Учёные пришли к выводу, что вспышки были вызваны космическими лучами высоких энергий, проходившими через глаза астронавтов или через зрительные центры в мозгу.
Затем Скотт и Ирвин ещё раз перешли в лунный модуль для окончательной проверки всех систем и повторной уборки. По словам Скотта, они нашли ещё довольно много осколков стекла. Один из них достигал почти 1 см в поперечнике. После этого астронавты ещё раз тщательно пропылесосили всю кабину «Фалкона» и даже оставили пылесос работающим, пока занимались другими делами. Перед ужином оператор связи в Хьюстоне Карл Хенайз в разговоре со Скоттом отметил, каким спокойным выдался вечер, и поинтересовался, что у астронавтов в меню. Через 5 минут Скотт, собиравшийся начать ежевечернюю процедуру хлорирования воды в питьевом баке в нижнем отсеке оборудования, доложил, что у них протечка. В невесомости вода собралась рядом с краном в довольно большой шар, который быстро увеличивался. Кран был закрыт, и было непонятно, где утечка, потому что всё вокруг было мокрым. На Земле начался очередной мозговой штурм. Через 15 минут астронавтам рассказали, что и как нужно делать. Оказывается, на Земле перед самым полётом была аналогичная протечка на тренажёре, и один из техников даже успел написать руководство по её устранению, но астронавтов тогда никто в известность не поставил. С помощью двух ключей Скотт быстро подтянул разболтавшееся соединение в системе хлорирования воды, и течь прекратилась. Вылившуюся воду астронавты собрали полотенцами, которые отправили сушиться в переходной туннель. Примерно через полтора часа после того, как Скотт, Уорден и Ирвин улеглись спать, «Аполлон-15» пересёк невидимую границу, за которой лунная гравитация стала больше земной. В этот момент он находился на удалении 353 374 км от Земли, скорость корабля упала до 0,893 км/с. Дальше она начала увеличиваться, а все полётные данные в Центре управления полётами в Хьюстоне были переведены в значения относительно Луны, а не Земли, как было до этого.

## Четвёртый день полёта и выход на орбиту Луны
29 июля, примерно через 2 часа 20 минут после подъёма, астронавты облачились в скафандры, но пока без шлемов и перчаток. На подлёте к Луне им предстояло сбросить дверь, закрывавшую отсек научных приборов на служебном модуле. Такая операция ранее на «Аполлонах» не проводилась, поэтому в целях безопасности, особенно в свете произошедшей всего за месяц до этого трагедии с экипажем «Союза-11», на случай теоретически возможной разгерметизации корабля, решено было подстраховаться скафандрами. Незадолго до сброса двери модуля научных приборов экипаж «Аполлона-15» провёл промежуточную коррекцию траектории полёта № 4 (в действительности, это была вторая коррекция из четырёх запланированных по дороге к Луне). Маршевый двигатель командно-служебного модуля был включён с помощью только контура «В» на 0,91 секунды, что добавило к скорости корабля 1,65 м/с. В это время расстояние до Луны составляло около 23 000 км, скорость — 1,211 км/с. После коррекции траектории астронавты надели шлемы и перчатки и проверили герметичность скафандров. Дверь была сброшена путём подрыва пирошнура по всему её периметру и ещё нескольких зарядов для того, чтобы оттолкнуть её от корабля. Толчок во время сброса двери модуля научных приборов был едва ощутим. После полёта Дэвид Скотт рекомендовал отказаться от практики надевания скафандров в такие моменты в последующих экспедициях, хотя признавал, что для него и Ирвина это было хорошей тренировкой, которая сэкономила им время в день посадки на Луну, потому что раньше они не надевали скафандров в невесомости.
Астронавты начали подготовку к главному событию дня — включению маршевого двигателя на торможение и переходу на орбиту искусственного спутника Луны. Это должно было произойти над обратной стороной, когда с кораблём не будет никакой связи. В 78 часов 23 минуты 31 секунду полётного времени «Аполлон-15» скрылся за западным краем диска Луны, в этот момент он находился в 543 км от её поверхности, его скорость составляла 2,324 км/с. Если бы маршевый двигатель не сработал, корабль снова вышел бы на связь уже через 23 минуты и, при условии дополнительной коррекции, лёг бы на обратный курс к Земле. В 78 часов 31 минуту 49 секунд полётного времени основной двигатель командно-служебного модуля был включён с помощью одного только контура «В». Через 5 секунд в ручном режиме был подключён и контур «А». Ровно через 6 минут после зажигания он был отключён, и дальше двигатель работал только на контуре «В». Всего включение двигателя продолжалось 6 минут 38 секунд, скорость корабля уменьшилась на 914,4 м/с. «Аполлон-15» вышел на окололунную орбиту с апоселением 313 км и периселением 109,3 км. Через 33 минуты после потери сигнала связь восстановилась, и Скотт доложил, что «Индевор» с грузом вышел на позицию. По словам командира, виды были просто фантастическими. Дэвид Скотт описал свои впечатления словами: «Этот первый пролёт над обратной стороной — у меня просто крышу снесло! Ничего делать было невозможно — только пристально смотреть в благоговейном трепете».

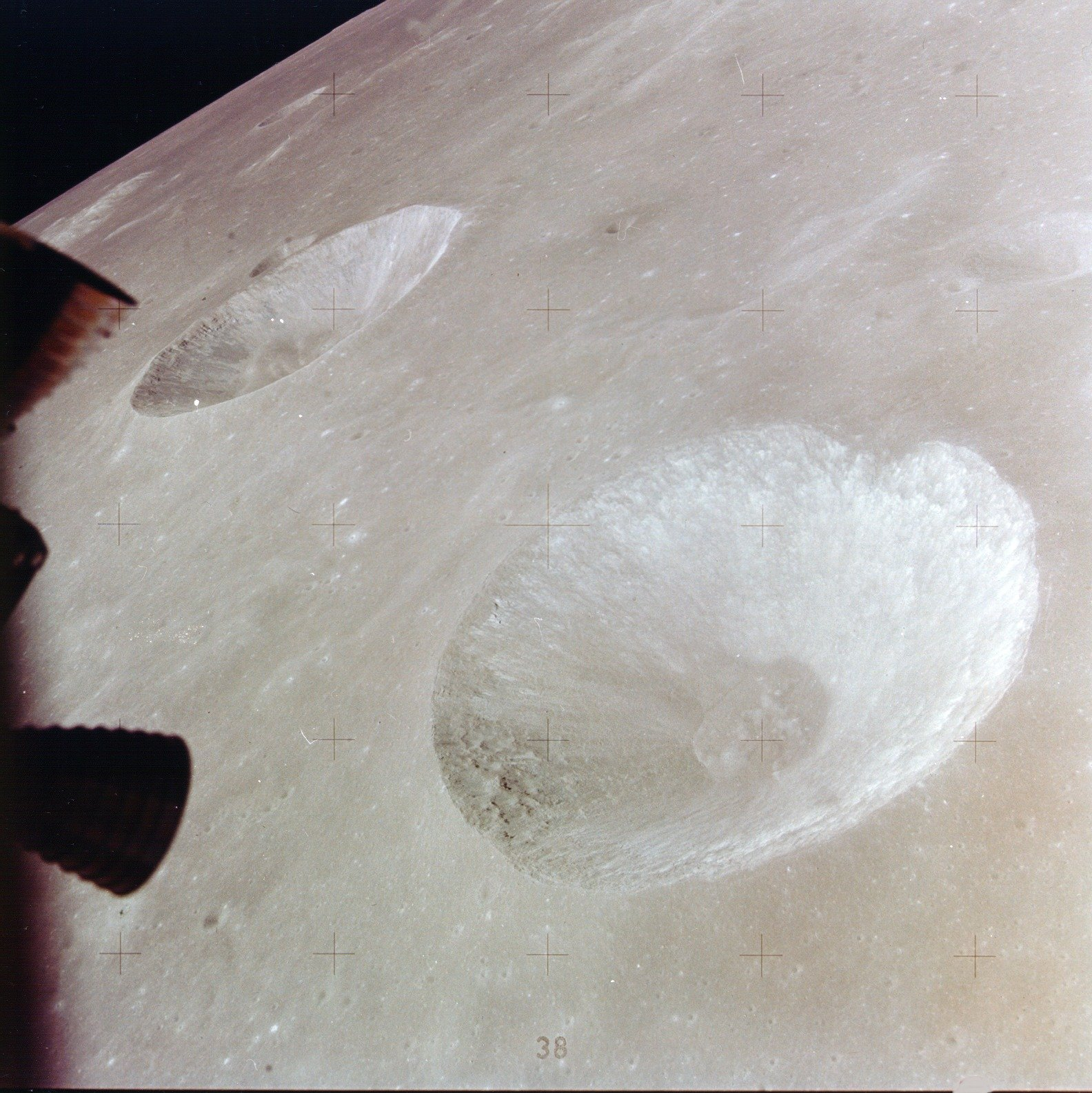
Кратеры Кармайкл (на переднем плане) и Хилл. Слева в кадре — двигатели системы ориентации «Фалкона». Фото сделано Дэвидом Скоттом

В течение первого витка, во время полёта над освещённым полушарием Луны, астронавты фотографировали подряд все примечательные детали поверхности и подробно описывали Хьюстону всё, что видели. «Аполлон-15» вышел на окололунную орбиту, имевшую большое наклонение, орбиты всех предыдущих «Аполлонов» пролегали вблизи плоскости экватора. Поэтому Скотт, Уорден и Ирвин видели то, что с такого близкого расстояния до них не видел никто. Когда корабль пролетал над Морем Кризисов, Скотт сообщил, что цвет поверхности варьирует от белого до тёмно-серого с большим количеством промежуточных оттенков серого. Никаких оттенков коричневого цвета, по словам Скотта, астронавты пока не заметили. На подлёте к Морю Ясности командир передал, что оно выглядит, как океан, но, тем не менее, видны горы на его дальнем краю. В этом месте «Аполлон-15» находился вблизи апоселения своей нынешней орбиты, на высоте около 315 км (точка периселения находилась над обратной стороной Луны). Поэтому отсюда астронавты могли охватить взглядом всю поверхность Моря Ясности с его окраинами. Прямо под собой они видели Таврические горы, а вдали — Гемские горы на юго-западе и Кавказ на северо-западе. В то время, как они описывали Хьюстону ландшафты Моря Ясности, третья ступень их ракеты-носителя (S-IVB) врезалась в поверхность Луны в точке с координатами 1,0° ю. ш. и 11,87° з. д., вне зоны видимости астронавтов. Это место находится в 188 км к северо-востоку от района посадки «Аполлона-14» и в 355 км к северо-востоку от района посадки «Аполлона-12». Сейсмометры, установленные там астронавтами предыдущих экспедиций, зафиксировали удар через 37 и 55 секунд соответственно. Скорость распространения сейсмических волн составила в первом случае 5,08 км/с, во втором — 6,45 км/с.
Увидеть место своей будущей посадки Скотт и Ирвин на первых витках не могли, оно было в темноте, Солнце ещё не встало из-за Апеннин. Сразу после выхода на лунную орбиту экипаж начал эксперименты с использованием аппаратуры модуля научных приборов. Для этого корабль с помощью двигателей системы ориентации был развёрнут так, чтобы модуль научных приборов был направлен в сторону Луны. Астронавты включили спектрометр гамма-лучей и детектор альфа-частиц. Через четыре часа пребывания на лунной орбите, в конце второго витка, астронавты совершили манёвр перевода корабля на орбиту снижения (англ. descent orbit insertion). До «Аполлона-12» включительно этот манёвр совершал только лунный модуль, уже отстыкованный от командно-служебного, после чего производились снижение и посадка. Начиная с «Аполлона-14», на орбиту снижения выводилась уже вся связка командно-служебного и лунного модулей, что позволяло значительно экономить топливо в баках посадочной ступени лунного модуля и увеличивать полезную нагрузку. В 82 часа 39 минут 48 секунд полётного времени над обратной стороной Луны, вне зоны радиовидимости, с помощью только контура «В» был включён маршевый двигатель командно-служебного модуля. По расчётам, он должен был отработать 24,5 секунды. Малейшее запаздывание отключения двигателя было недопустимо, поскольку могло угрожать столкновением корабля с Луной. Поэтому Дэвид Скотт сидел с секундомером в руках, отсчитывавшим время с точностью до 0,1 секунды, готовый в нужный момент выключить двигатель. Он и выключил его вручную вовремя, но компьютер его чуть-чуть опередил. Как рассказывал на послеполётном опросе Альфред Уорден, следивший во время манёвра за показаниями приборов, стрелка индикатора давления в камере сгорания упала к нулю на мгновение раньше, чем командир щёлкнул переключателем. Двигатель отработал 24 секунды ровно, что уменьшило скорость корабля на 65,2 м/с. «Аполлон-15» вышел на эллиптическую орбиту снижения 108,9 км на 17,6 км. Манёвр был совершён в периселении прежней орбиты, теперь это место стало апоселением новой. А периселений орбиты снижения оказался примерно в 460 км восточнее Хэдли, в месте, откуда на следующий день «Фалкон» начнёт снижение на лунную поверхность.

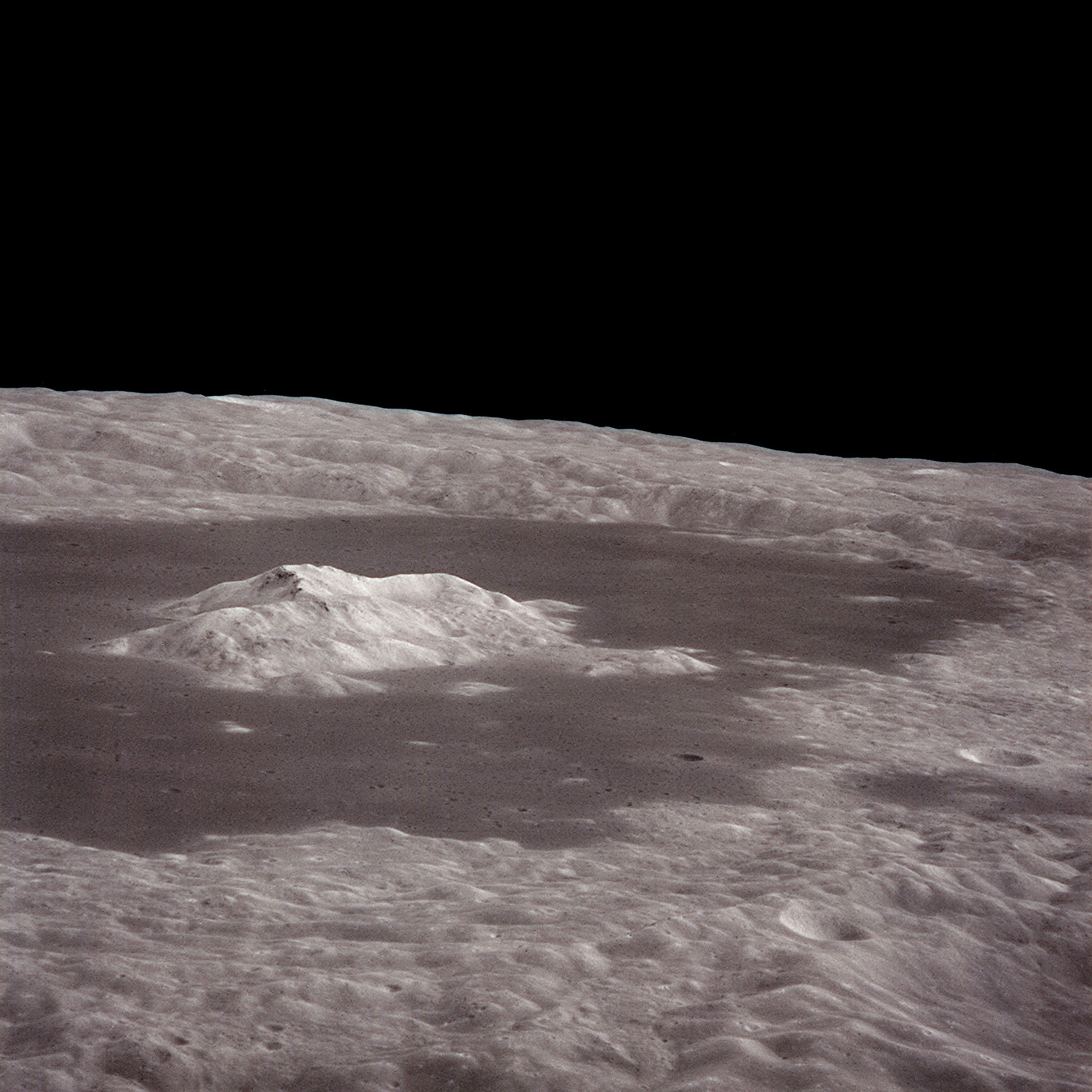
Кратер Циолковский

 Когда корабль показался из-за диска Луны и связь восстановилась, Скотт доложил Хьюстону, как прошло включение двигателя, и рассказал, что на всех огромное впечатление произвёл кратер Циолковский на обратной стороне с его внушительной центральной горкой. Во время подлёта к Апеннинам, вблизи периселения орбиты, оператор связи (англ. CapCom — Capsule Communicator) Карл Хенайз спросил, хватает ли высоты, чтобы не зацепить горы. Джеймс Ирвин ответил: «Мы все зажмурились и поджали ноги». Апеннины возвышались почти на четверть высоты орбиты, и ощущение скорости усиливалось за счёт близости корабля к поверхности. Вблизи апоселения нынешней орбиты «Аполлона-15» лунная поверхность перемещалась под кораблём довольно медленно, с угловой скоростью 0,1° в секунду, в то время как в периселении она проносилась со скоростью более 5° в секунду (для сравнения, угловой диаметр лунного диска, видимого с Земли, равен примерно 0,5°).
На высоком отрезке орбиты астронавты провели первый сеанс съёмки на картографирующую и панорамную камеры и включили спектрометр гамма-лучей и масс-спектрометр, которые выдвигались из модуля научных приборов на длинных 7-метровых выносных стрелах. На очередном витке, во время пролёта над Апеннинами вблизи периселения Скотт сообщил в Хьюстон, что лунные горы совсем не похожи на земные, нет остроконечных пиков и обрывов, вершины округлые, хотя они иногда и отбрасывают остроконечные тени. Он добавил, что освещённые Солнцем склоны гор, отражая свет, немного подсвечивают тёмную пока равнину, и поэтому каньон Хэдли Рилл различим с орбиты. Примерно за час до окончания этого рабочего дня Скотт поинтересовался у Хьюстона, потребуется ли на следующий день делать коррекцию орбиты снижения. Карл Хенайз ответил, что, скорее всего, нет. По его словам, данные наземной службы слежения показывали, что в настоящий момент параметры орбиты составляют 107,7 км на 16,8 км, а на следующий день они, согласно расчётам, составят 108,5 км на 16,1 км (однако в 60-х годах XX века гравитационное поле Луны было ещё недостаточно хорошо изучено. Было известно, что оно неоднородно и что существуют локальные концентрации массы, так называемые масконы, совпадающие, в основном, с большими бассейнами ударного происхождения, вроде Моря Дождей, Моря Кризисов, Моря Ясности и Моря Восточного. Они оказывают воздействие на космические аппараты, меняя параметры их орбиты. Но ни один космический корабль ещё не летал по той орбите, по которой летел «Аполлон-15». Поэтому расчёты баллистиков окажутся не совсем точными). Скотт спросил также о наклонении их нынешней орбиты. Хенайз ответил, что наклонение отличается от расчётного на 0,37 км в точке предстоящего начала снижения на лунную поверхность (не уточнив, однако, в какую сторону отклонялась орбита, к югу или к северу). Он заверил Скотта, что манёвр выхода на окололунную орбиту был осуществлён экипажем безукоризненно. При этом Хенайз впервые поведал, что расчёты вектора ориентации корабля перед торможением и выходом на лунную орбиту были сделаны на Земле с небольшой ошибкой, которая была скорректирована при переходе на орбиту снижения.

## Посадка
30 июля 1971 года, на 5-й день полёта, Центр управления полётами разбудил астронавтов на 13 минут раньше запланированного. Телеметрия показывала, что за несколько часов параметры орбиты сильно изменились. Теперь они составляли 108,8 км на 14,1 км. При этом специалистов в Хьюстоне беспокоило то, что не был точно известен радиус Луны в районе посадки, погрешность высоты орбиты в точке периселения могла составлять ±2750 метров. На следующем, 9-м витке, астронавты провели с борта корабля запланированную телетрансляцию. Посмотреть её в Хьюстон приехали жёны Дэвида Скотта и Джеймса Ирвина, командир «Аполлона-11», первый человек, ступивший на Луну, Нил Армстронг и доктор Вернер фон Браун. Около 14 минут Альфред Уорден, державший телекамеру, показывал и комментировал ландшафты западной окраины Моря Ясности и предгорий Апеннин. Над районом будущей посадки, в периселении, «Аполлон-15» оказался уже на высоте всего 13,9 км. Уордену удалось показать гору Хэдли Дельта и каньон Хэдли Рилл в течение всего нескольких секунд, потому что поверхность внизу проносилась мимо с угловой скоростью почти 7° в секунду.
В конце этого же витка, когда корабль находился над обратной стороной Луны, с помощью 20-секундного включения двигателей системы ориентации «Индевора» была проведена коррекция орбиты снижения. После манёвра параметры орбиты составили 109,9 км на 19,1 км. На 10-м витке Скотт впервые осмотрел район предстоящей посадки с помощью бортового телескопа и доложил, что поверхность выглядит достаточно ровной, больших скал или валунов он почти не видит, их много только на дне и на стенках каньона.
В начале 11-го витка Джеймс Ирвин, а за ним и Дэвид Скотт, перешли в лунный модуль и активировали все его системы. В начале 12-го витка, когда корабль находился за диском Луны, они предприняли попытку расстыковки. Но после восстановления связи с Землёй Скотт доложил, что расстыковка не удалась. Анализ телеметрической информации показал, что к стыковочному механизму не поступает сигнал на отведение защёлок. Предположительно, причиной этого мог быть плохой контакт в штекере электросистемы. Пилот командного модуля Альфред Уорден наддул переходной туннель, открыл люк и разъединил и снова соединил все штекеры. Телеметрия на Земле показала, что проблема устранена. После повторной попытки корабли расстыковались. Это произошло с опозданием на 25 минут 43 секунды, но такая задержка не повлияла на график посадки на Луну.
После расстыковки Уорден на 1 секунду включил двигатели системы ориентации, и «Индевор» отошёл от «Фалкона». Скотт слегка развернул лунный модуль, чтобы Уорден смог посмотреть, правильно ли раскрылись опоры посадочной ступени. Во время старта с Земли и полёта к Луне они находились в сложенном состоянии. Уорден подтвердил, что с опорами всё в порядке. Вскоре он на 4 секунды включил маршевый двигатель и перевёл «Индевор» на почти круговую орбиту высотой 120,8 км на 101,5 км. Этот манёвр был необходим на случай возникновения аварийной ситуации, экстренного прерывания снижения лунного модуля и взлёта его взлётной ступени без посадки — тогда стыковку предпочтительнее проводить на круговой орбите высотой примерно 111 км. На 13-м витке Альфред Уорден в командном модуле с помощью сканирующего телескопа провёл отслеживание ориентира в районе посадки, кратера Индекс, рядом с которым находилось запланированное место прилунения «Фалкона». Эти наблюдения и их результаты были нужны для уточнения координат места посадки, более точного расчёта орбит обоих кораблей и обновления данных в системе наведения «Фалкона».

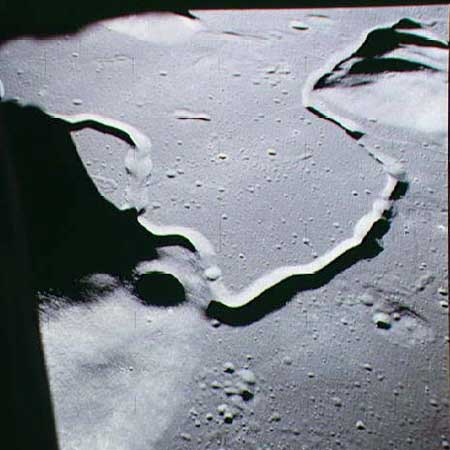
Район посадки «Аполлона-15». Снимок сделан из кабины лунного модуля за один виток до прилунения. В левом нижнем углу — гора Хэдли Дельта с кратером Св. Георга. Внизу в центре — Южное Скопление кратеров. От него по диагонали направо вверх — Северный Комплекс. Место посадки — примерно посередине между ними

На 14-м витке (от момента запуска прошло 104 часа 30 минут 12 секунд, а со времени подъёма экипажа в этот день — почти 11 часов) был включён двигатель посадочной ступени «Фалкона». Через 95 секунд после этого в компьютер системы наведения и навигации были введены уточнённые данные. Это передвинуло ожидаемую точку посадки на 853 метра на запад, дальше по курсу. Через три минуты компьютер развернул «Фалкон» так, что теперь он летел опорами посадочной ступени вперёд, а иллюминаторы смотрели «вверх», в противоположную от Луны сторону. В таком положении посадочный радар мог «захватить» поверхность. Скотт доложил высоту и скорость, подтвердив, что компьютер получает от радара приемлемые данные. Через 6 минут после включения двигателя «Фалкон» уже летел в 9000 метрах от поверхности, а через 7,5 минуты пролетел над лунными Апеннинами на высоте 6700 метров. На высоте около 2700 метров, когда в левом командирском иллюминаторе была видна верхняя часть горы Хэдли Дельта (высотой около 3350 метров), у экипажа возникло ощущение медленного, плывущего движения вперёд. Из-за положения и перемещения лунного модуля относительно горы Скотту и Ирвину показалось, что «Фалкон» перелетит дальше ожидаемой точки посадки. На высоте чуть более 2400 метров Хьюстон сообщил Скотту, что ожидаемое место посадки, по уточнённым данным, находится в 915 метрах южнее (левее по курсу) изначально запланированной цели. Вскоре после этого, и через 9 минут 22 секунды после включения двигателя посадочной ступени, компьютер перешёл к выполнению программы захода на цель. «Фалкон» на высоте чуть больше 2100 метров развернулся в вертикальное положение. До этого момента пилотирование лунного модуля «Аполлона-15» осуществлялось почти так же, как и во время предыдущих полётов на Луну. Заключительный этап посадки отличался тем, что была выбрана более крутая траектория — 25° вместо 14°. Это давало бо́льшую свободу манёвра на участке торможения, пролегавшем над горным хребтом, обеспечивало лучший обзор после разворота лунного модуля в вертикальное положение и более точный контроль над изменениями в наведении на цель в ручном режиме.
Увидев район предстоящей посадки с близкого расстояния и сравнив свою позицию в пространстве с расположением Южного Скопления и тем местом, где каньон Хэдли Рилл делает крутой изгиб у подножия горы Хэдли Дельта, Скотт понял, что корабль, действительно, отклоняется к югу. Чтобы скорректировать наведение на цель, Дэвид Скотт смотрел под определёнными углами, которые ему постоянно сообщал Джеймс Ирвин, на специальные метки, нанесённые на внутреннее и внешнее стёкла его иллюминатора. Смотреть нужно было так, чтобы внутренняя и внешняя метки совпадали. Тогда командир, как в прицеле, видел то место, куда автопилот ведёт корабль. С помощью рукоятки манипулятора в компьютер можно было ввести новое задание, изменив целеуказание вправо, влево, назад или вперёд. Скотт, как и подсказывал Хьюстон, сделал коррекцию вправо, к северу. Но проблема состояла в том, что он видел очень мало чётко выделяющихся деталей поверхности, которые бросались бы в глаза. Кроме горы Хэдли Дельта, каньона Хэдли Рилл и Южного Скопления кратеров других таких деталей даже при низком утреннем Солнце практически не было. Перед полётом астронавты очень тщательно изучали фотокарты, много времени провели на тренажёрах и даже тренировались на рельефном макете района высадки размером примерно 5 х 5 метров. Но карты и макет были сделаны на основе фотографий, переданных космическими аппаратами Лунар орбитер (англ. Lunar Orbiter). А они имели не очень высокое разрешение — были видны детали размером 20 метров и больше. Улучшая эти фото, специалисты перестарались и сделали равнину Хэдли более рельефной, чем она оказалась в действительности.

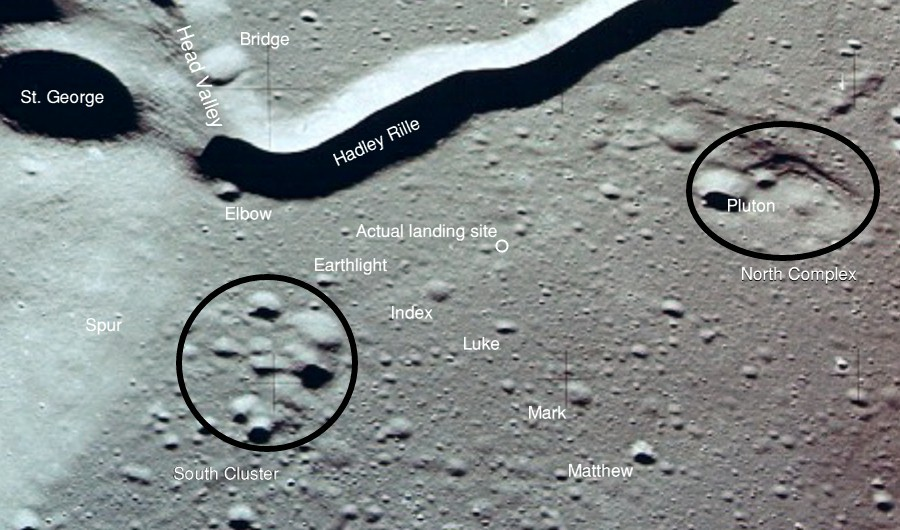
Место фактической посадки «Аполлона-15» отмечено маленьким белым кружком

Скотт искал четыре кратера, которые располагались на одной прямой линии — кратеры Матфей, Марк, Лука и Индекс (англ. Matthew, Mark, Luke and Index). Место посадки, определённое ещё на Земле, находилось рядом с кратером Индекс. Но Скотт не видел ни одного из этих четырёх кратеров. Впрочем, в случае с «Аполлоном-15» точность посадки не имела такого решающего значения, как во время полёта «Аполлона-12». Тогда Чарльзу Конраду и Алану Бину было необходимо посадить свой лунный модуль как можно ближе к космическому аппарату «Сервейер-3», что и было достигнуто. При той мобильности, которую Скотту и Ирвину давал первый «луномобиль», который они везли с собой на Луну, промах в несколько сотен метров был бы равен всего нескольким дополнительным минутам езды.
На высоте около полутора тысяч метров командир увидел два не очень глубоких кратера, один из которых он идентифицировал, как кратер Салют (англ. Salyut Crater) (назван американцами в честь советской орбитальной станции «Салют»). Была сделана ещё одна коррекция, с тем чтобы «Фалкон» мог сесть чуть северо-западнее кратера Салют. Всего на заключительном этапе посадки Скотт вручную сделал 18 таких коррекций, которые в итоге переместили место посадки на 338 метров ближе по курсу и на 409 метров к северу (вправо по курсу).
Ровное место для посадки было выбрано Скоттом примерно на высоте 610 метров, на высоте чуть больше 120 м он перешёл на ручное управление. В этот момент вертикальная скорость лунного модуля составляла 4,3 м/с. Теперь Ирвин постоянно сообщал командиру не углы, а показания высотомера и вертикальную скорость. На высоте чуть больше 60 метров Скотт начал вручную снижать вертикальную скорость. Она понизилась до 3,35 м/с. На высоте 45 метров — до 1,8 м/с. В этот момент корабль начал входить в облако пыли, которая поднялась с поверхности. Скотт доложил: «ОК. У меня — пыль». На высоте около 18 метров видимость упала практически до нуля, вертикальная скорость понизилась до 0,9 м/с. С высоты 6 метров до 2,4 метра «Фалкон» снижался на скорости 0,3 м/с. В этот момент Ирвин закричал: «Контакт!» Скотт почти моментально выключил двигатель посадочной ступени. Ещё 1,2 секунды корабль находился в свободном падении, вертикальная скорость при этом увеличилась до 2 м/с. (К нижней части трёх из четырёх опор посадочной ступени лунного модуля крепились тонкие щупы длиной 2,4 м. Если хотя бы один из них касался поверхности, на панели управления загорался синий сигнал «Контакт». Когда лунный модуль вставал на грунт, щупы просто ломались).
«Фалкон» ощутимо ударился о поверхность, он был существенно тяжелее всех предыдущих лунных модулей. Из всех шести посадок «Аполлонов» эта была самой жёсткой. Она состоялась в 22:16:29 UTC, от момента включения двигателя посадочной ступени лунного модуля прошло 12 минут 21,7 секунды. Скотт доложил в ЦУП: «ОК, Хьюстон, „Фалкон“ — на равнине у Хэдли». Позже Ирвин так вспоминал о моменте посадки: «Загорелся индикатор, и я закричал: „Контакт!“ Дэйв мгновенно нажал кнопку и заглушил двигатель. Дальше мы будто провалились, ударились, стукнулись очень прилично. Я сказал „Бэм!“ Но в некоторых газетах написали, что я сказал „чёрт“ (англ. damn). Для меня это было самой жёсткой посадкой в жизни. Потом мы наклонились и чуть перевалились набок. Это был страшный удар с последующим вертикальным и боковым движением. Всё затряслось, и я подумал, что все приборы сейчас отвалятся. Я был уверен, что что-то сломалось, и мы оказались в ситуации, когда нужно срочно прерывать миссию и аварийно взлетать… Мы застыли и ждали, когда на Земле оценят состояние всех систем. Они должны были сказать нам, остаёмся мы, или нет». Как только астронавты получили разрешение остаться, они похлопали друг друга по плечам, поздравляя с успешной посадкой. Лунный модуль встал на грунт с наклоном назад на 6,9° и влево на 8,6°, общий наклон составил около 11°. Неиспользованного топлива в баках ступени осталось 478,5 кг, его хватило бы на 103 секунды зависания. Астронавты ещё не знали, что они сели в 548 метрах к северо-западу от запланированного места посадки.

## Оценка полёта
Хотя в ходе полёта «Аполлона-15»" к Луне возникло несколько технических проблем (короткое замыкание в системе управления основным двигателем, выход из строя конденсатора в таймере полётного времени, разбитое стекло высотомера в лунном модуле, протечка воды в командном модуле), миссия была оценена специалистами, как штатная. Все цели, поставленные перед ракетой-носителем и космическим кораблём, были достигнуты:
- Запуск со взлётным азимутом в диапазоне 80°—100° и выведение третьей ступени с космическим кораблём на заданную круговую околоземную орбиту ожидания;
- Повторный запуск двигателя третьей ступени в течение второго или третьего витков и выведение её вместе с космическим кораблём на запланированную траекторию полёта к Луне;
- Обеспечение необходимой ориентации третьей ступени и космического корабля во время перестроения отсеков, стыковки с лунным модулем и извлечения его из третьей ступени;
- Совершение манёвра отхода командно-служебного и лунного модулей от третьей ступени;
- Столкновение третьей ступени с лунной поверхностью в пределах 350 км от точки с координатами 3,65° ю. ш. 7,58° з. д.;
- Определение действительной точки падения третьей ступени с точностью до 5 км и времени падения с точностью до одной секунды;
- Предварительный сброс остатков газов и топлива из баков третьей ступени[32].

## Влияние на космонавтику
НАСА назвало полёт «Аполлона-15» самым успешным из всех состоявшихся пилотируемых полётов. В декабре 1971 года был подготовлен обширный доклад, в котором, в частности, были сделаны следующие выводы:
- Миссия «Аполлона-15» продемонстрировала, что в результате увеличения объёмов расходуемых материалов и установки научных приборов командный и служебный модули стали эффективными средствами сбора научной информации. Данные, передававшиеся в режиме реального времени, позволили учёным вместе с астронавтами участвовать в принятии решений для максимизации научных результатов[34];
- Полёт показал, что модифицированные ракета-носитель и космический корабль могут доставлять гораздо больше грузов, чем прежде, а улучшенная система обеспечения жизнедеятельности — безопасно увеличивать время пребывания на Луне;
- Обзор места прилунения был улучшен за счёт использования более крутой траектории посадки.

В докладе президента США по аэронавтике и исследованию космического пространства за 1971 год было отмечено, что возможности миссий «Аполлонов» значительно возросли по сравнению с посадкой «Аполлона-11» в июле 1969 года. Продолжительность миссии увеличилась с 8 до 12 суток. Астронавты «Аполлона-11» находились на поверхности Луны 21,6 часа и совершили один выход на поверхность, продолжавшийся 2,5 часа, не отходя от лунного модуля дальше, чем на 61 метр. Экипаж «Аполлона-14» за 33 часа пребывания на Луне 9 часов провёл вне лунного модуля, удаляясь от него почти на километр. Миссия «Аполлона-15» стала скачком в исследовательских возможностях. Астронавты провели 67 часов на Луне, совершили три путешествия, продолжавшихся в общей сложности более 18 часов. Они покрыли расстояние более 27 км и удалялись от лунного модуля более, чем на 5,5 км
«Аполлон-15» стал последней миссией в рамках программы «Аполлон», в ходе которой ставились и были успешно решены принципиально новые инженерно-технические задачи. В результате первой высадки на Луну астронавтов «Аполлона-11» Нила Армстронга и Эдвина Олдрина было практически доказано, что посадка возможна и что люди могут находиться на поверхности Луны и выполнять полезную работу. Экипаж «Аполлона-12», Чарлз Конрад и Алан Бин, показал, что посадку на Луну можно осуществлять с очень большой точностью и что люди могут работать на её поверхности безо всяких проблем по нескольку часов подряд. Астронавты «Аполлона-14» Алан Шепард и Эдгар Митчелл продемонстрировали, что люди на Луне способны пешком преодолевать довольно значительные расстояния и что им вполне под силу самостоятельно вернуться к своему кораблю, в случае поломки будущих лунных транспортных средств. Экипаж «Аполлона-15» успешно испытал само это транспортное средство, «луномобиль», и доказал, что астронавты могут находиться на Луне продолжительное время, до трёх суток, а в перспективе и дольше, и что беспрерывно работать на поверхности можно до 8 часов. Таким образом, была практически подтверждена возможность создания на Луне постоянно действующих обитаемых баз.

## «Аполлон-15» в массовой культуре
Полёту «Аполлона-15» целиком посвящена одна из серий 12-серийного телесериала «С Земли на Луну» 1998 года. Автором сценария и одним из продюсеров является Том Хэнкс. Вместе с ним продюсерами сериала стали: Брайан Грейзер, Рон Ховард и Майкл Бостик. Том Хэнкс также во всех сериях, кроме последней (хотя в ней он тоже появляется), играет главную роль рассказчика, который представляет каждую серию. 10-я серия, рассказывающая о полёте «Аполлона-15», называется «Галилео был прав» (англ. Galileo was Right).